# 我有時會想
《我有時會想》是蘇慧倫的第八張大碟，首張粵語大碟，是她簽滾石唱片全約後第二張大碟，於1994年11月16日推出，目的是進軍香港的音樂市場。專輯的第一主打歌是《我不是一個人住》，是收錄在《六月的茉莉夢》大碟中《我一個人住》的粵語版本，而第二主打歌是《愛的呼應》。另外，這專輯所有曲目也是由國語改編的，隨專輯附送一個由1994年11月到1995年12月的座檯月曆。

## 曲目
| 曲序 | 曲名           | 曲     | 詞     | 編曲   | 國語原曲                                        |
| 01   | 愛的呼應       | 周世暉 | 潘源良 | 鮑比達 | 就要愛了嗎                                      |
| 02   | 天台上的星光   | 齊秦   | 林夕   | 江建民 | 沒有去過的地方                                  |
| 03   | 失戀娃娃       | 陳家麗 | 林夕   | 屠穎   | 台北玫瑰                                        |
| 04   | 多情種籽       | 蘇慧倫 | 林夕   |        | 相愛吧，河水和月光                              |
| 05   | 我有時會想     | 楊明煌 | 因葵   | 李伯傑 | 追得過一切                                      |
| 06   | 自編 自導 自演 | 黃怡   | 黃偉文 | 梁伯君 | 甜蜜之旅                                        |
| 07   | 死心塌地       | 李宗盛 | 林夕   | 梁伯君 | 如愿以偿（陈淑桦）                              |
| 08   | 窗內窗外       | 劉志宏 | 周禮茂 | 梁伯君 | 離開你的愛                                      |
| 09   | 少女問         | 李宗盛 | 周禮茂 | 梁伯君 | 問（陈淑桦）                                    |
| 10   | 我不是一個人住 | 李宗盛 | 周禮茂 |        | 我一個人住 同曲曲目：黎瑞恩《真的愛我就別離開》 |

## 唱片版本
- 盒帶版
- CD版

## 獎項
- 1994年度叱咤樂壇流行榜過江龍銅獎